# Wilferth
Wilferth ou Wilfrith est un prélat anglo-saxon de la première moitié du Xe siècle. Il est évêque de Worcester jusqu'à sa mort, en 928 ou 929.

## Biographie
Æthelhun est consacré évêque de Worcester entre 915 et 922. Il meurt en 928 ou 929. La dernière charte qu'il atteste est datée du 16 avril 928.